# Spirituaal
Een spirituaal is een geestelijke die bij de opleiding van priesters en diakens verantwoordelijk is voor de geestelijke vorming van de kandidaten. De spirituaal organiseert bezinningsdagen en retraites en begeleidt priesterkandidaten individueel. De spirituaal is ook vaak biechtvader voor de kandidaten, maar dit is geen regel. Ten slotte is de spirituaal ook vaak docent van praktijkgerichte lessen, zoals het horen van de biecht.
De spirituaal is lid van het bestuur van de opleiding, maar heeft – gebonden door het ambtsgeheim – geen inspraak over het al dan niet toelaten tot een wijding van een kandidaat.